# ミリアス (ミサイル駆逐艦)
|          | |
| 艦歴     | |
| 発注     | 1992年4月8日                                                                                               |
| 起工     | 1994年8月8日                                                                                               |
| 進水     | 1995年8月1日                                                                                               |
| 就役     | 1996年11月23日                                                                                             |
| 退役     | |
| その後   | 就役中 |
| 要目     | |
| 排水量   | 満載: 8,362 トン                                                                                           |
| 全長     | 153.9 m (505 ft)                                                                                           |
| 全幅     | 20.1 m (66 ft)                                                                                             |
| 吃水     | 9.4 m (31 ft)                                                                                              |
| 機関     | COGAG方式                                                                                                  |
| 機関     | LM 2500-30ガスタービンエンジン (27,000shp) ×4基                                                            |
| 機関     | 可変ピッチプロペラ（5翅）×2軸                                                                              |
| 最大速   | 31ノット                                                                                                   |
| 航続距離 | 4,400 海里（20ノット時）                                                                                   |
| 乗員     | 士官、兵員 337名                                                                                           |
| 兵装     | Mk.45 mod.2 5インチ単装砲 ×1基                                                                             |
| 兵装     | Mk.38 25mm単装機関砲 ×2基                                                                                  |
| 兵装     | Mk.15 20mmCIWS×2基                                                                                         |
| 兵装     | M2 12.7mm機銃 ×4挺                                                                                         |
| 兵装     | Mk.41 mod.2 VLS ×90セル - SM-2MR/ER SAM - SM-3 ABM - ESSM 短SAM - VLA SUM - トマホーク SLCM などを発射可能 |
| 兵装     | ハープーンSSM 4連装発射筒×2基                                                                              |
| 兵装     | Mk.32 3連装短魚雷発射管×2基                                                                                |
| 艦載機   | ヘリコプター甲板のみ, 格納庫なし                                                                           |
| C4ISTAR  | AWS B/L 5 (Mk.99 GMFCS×3基)                                                                                |
| C4ISTAR  | AN/SQQ-89                                                                                                  |
| センサ   | AN/SPY-1D 多機能レーダー×4面                                                                               |
| センサ   | AN/SPS-67 対水上レーダー×1基                                                                               |
| センサ   | AN/SQS-53C艦首装備ソナー                                                                                   |
| センサ   | AN/SQR-19 曳航ソナー                                                                                       |
| 電子戦   | AN/SLQ-32(V)2 ESM装置                                                                                      |
| 電子戦   | Mk.36 mod.12 デコイ発射装置                                                                                |
| モットー | Alii Prae Me - "Others Before Myself"                                                                      |

ミリアス (英語: USS Milius, DDG-69) は、アメリカ海軍のアーレイ・バーク級ミサイル駆逐艦の19番艦。艦名はベトナム戦争で戦死し、海軍殊勲章を受章したポール・L・ミリアス大尉に因む。

## 艦歴
2005年1月にミリアスはオペレーション・ユニファイド・アシスタンスに参加し、スマトラ島沖地震の被災者を救援した。
2017年夏にはサンディエゴから日本の横須賀に移動する予定であったが、艦の保守と近代化改修を優先し、イージスシステムをベースライン9にアップグレードしてBMD対応後の試験と認証を完了させるために配置転換を2018年に延期することとなり、横須賀第7艦隊第15駆逐隊を離れるフィッツジェラルドおよびジョン・S・マケインに替わってオカーンと共に配備されることが報じられた。この結果、横須賀への入港は2018年5月22日となった。
第7艦隊は2021年11月22日、ミリアスが台湾海峡を通過したと発表し、「自由で開かれたインド太平洋への取り組みを示すもの」と声明したが、中国人民解放軍東部戦区は同23日に「挑発行為に断固抵抗する」と不満を示した。中国が台湾を取り囲むように軍事演習を実施した直後の2023年4月16日にも台湾海峡を航行した。